# Sony Pictures Animation
Sony Pictures Animation és un estudi d’animació nord-americà propietat de Sony Entertainment fundat el 9 de maig de 2002 a Culver City, Califòrnia, on s'ubica la seva seu.
Treballen conjuntament amb Sony Pictures Imageworks, empresa que supervisa la producció digital i els actius d'entreteniment en línia de Sony Pictures Entertainment. Les pel·lícules de l'estudi són distribuïdes per Sony Pictures Releasing sota el segell Columbia Pictures.
La primera pel·lícula produïda per Sony Pictures Animation, Open Season, es va estrenar el 29 de setembre de 2006. El seu darrer llançament va ser The Angry Birds Movie 2 el 13 d’agost de 2019, i el seu següent llançament va ser programat per setembre 2020.

## Història
Al 2001, Sony Pictures va considerar la possibilitat de vendre les seves instal·lacions d’efectes visuals Sony Pictures Imageworks, però després de no trobar un comprador adequat, es va tornar a configurar per convertir-se en un estudi d'animació.
Astro Boy, que estava en desenvolupament a Sony des del 1997 com a pel·lícula d’acció en viu, es va convertir en la primera pel·lícula del l'estudi totalment CGI. El 9 de maig de 2002 es va constituir Sony Pictures Animation per desenvolupar personatges, històries i pel·lícules amb SPI. SPI va produir dos curtmetratges, The ChubbChubbs, guardonat amb l’Oscar, i Early Bloomer.
El seu primer llargmetratge va ser Open Season, estrenat el setembre del 2006, que es va convertir en la segona pel·lícula d'entreteniment amb més ingressos de Sony el 2007. El seu segon llargmetratge, Surf's Up, es va estrenar el juny del 2007, va ser nominat a l'Oscar a la millor pel·lícula d'animació i va guanyar dos premis Annie.
La primera pel·lícula en 3D des del llançament d’IMAX 3D d’Open Season, va ser Cloudy with a Chance of Meatballs, que es va estrenar el setembre del 2009 i va ser nominada a quatre premis Annie, inclosa la millor pel·lícula d'animació.
Els Barrufets (2011) va ser el primer híbrid CGI / live-action de l'estudi. La companyia matriu de Sony, Sony Pictures, s'havia associat el 2007 amb Aardman Animations per finançar, coproduir i distribuir llargmetratges. Junts van produir dues pel·lícules: Arthur Christmas (2011) i The Pirates! Band of Misfits (2012), que va ser la primera pel·lícula de stop motion de SPA.
El setembre de 2012, SPA va llançar Hotel Transylvania, que va recaptar més de 350 milions de dòlars a tot el món i va generar una exitosa franquícia amb dues seqüeles i una sèrie de televisió. El 2013 es van estrenar dues seqüeles: Els Barrufets 2 i Cloudy with a Chance of Meatballs 2. Les ultimes produccions de SPA són Spider-Man: Into the Spider-Verse i The Angry Birds Movie 2.
El 3 de novembre de 2014, l'estudi va col·laborar amb Frederator Studios a GO! Cartoons, una sèrie que consta de 12 curtmetratges, amb almenys un curtmetratge que es converteix en una sèrie.
A partir de juny de 2020, l'estudi está treballant sobre Connected, una pel·lícula sobre l'apocalipsi robot dirigida per Michael Rianda i Jeff Rowe, produïda per Phil Lord i Christopher Miller, la primera pel·lícula musical de Sony Pictures Animation, i Hotel Transylvania 4, i una seqüela de Spider-Man: Into the Spider-Verse (2022). El juny de 2019, Sony Pictures Animation va anunciar que havia llançat una divisió "Internacional" dirigida per Aron Warner al Festival Internacional de Cinema d'Animació d'Annecy del 2019.

## Produccions
|         |                                     |                                              |                                                                        |                                                     |
| Any     | Película                            | Director                                     | Guionistes                                                             | Curiositats                                         |
| 2006-07 | Open Season                         | Jill Culton Rogers Allers Anthony Stacchi    | Steve Bencich Ron J. Friedman                                          |                                                     |
| 2006-07 | Surf's Up                           | Ash Brannon Chris Buck                       | Lisa Addario Christin Darren Don Rhymer Joe Syracuse                   |                                                     |
| 2009    | Open Season 2                       | Jill Culton Rogers Allers Anthony Stacchi    | David I. Stern                                                         | Versió DVD y Blu-Ray                                |
| 2009    | Cloudy with a Chance of Meatballs,  | Phil Lord Christopher Miller                 | Phil Lord Christopher Miller                                           | Nominada als Globus d'Or                            |
| 2011    | Open Season 3                       | Cody Cameron                                 | David I. Stern                                                         | Versió DVD y Blu-Ray                                |
| 2011    | Els patufets                        | Raja Gosnell                                 | J. David Stem David N. Weiss Jay Scherick David Ronn                   |                                                     |
| 2011    | Arthur christmas                    | Sarah Smith                                  | Peter Baynham Sarah Smith                                              |                                                     |
| 2012    | The Pirates! Band of Misfits        | Peter Lord                                   | Gideon Defoe                                                           |                                                     |
| 2012    | Hotel Transylvania                  | Genndy Tartakovsky                           | Peter Bayhman Robert Smigel                                            |                                                     |
| 2013    | Els patufets 2                      | Raja Gosnell                                 | J. David Stem David N. Weiss Jay Scherick David Ronn Karey Kirkpatrick |                                                     |
| 2013    | Cloudy with a Chance of Meatballs 2 | Cody Cameron                                 | John Francis Daley Jonathan Goldstein Erica Rivinoja                   |                                                     |
| 2015    | Hotel Transylvania 2                | Genndy Tartakovsky                           | Robert Smigel Adam Sandler                                             |                                                     |
| 2015    | Goosebumps                          | Rob Letterman                                | Darren Lemke                                                           |                                                     |
| 2016    | Open Season 4                       | David Feiss                                  | Carlos Kotkin                                                          | Versió DVD y Blu-Ray                                |
| 2016    | Angry Birds                         | Clay Kaytis                                  | John Cohen Jon Vitti                                                   |                                                     |
| 2016    | Cazafantasmas                       | Paul Feig                                    | Paul Feig Kaite Dippold                                                |                                                     |
| 2017    | Els patufets 3                      | Kelly Asbury                                 | Karey Kirkpatrick Chris Poche Pamela Ribon David Ronn Jay Scherick     |                                                     |
| 2017    | Emoji                               | Tony Leondis                                 | Tony Leondis Eric Siegel Mike White                                    |                                                     |
| 2017    | The star                            | Timothy Reckart                              | Carlos Kotkin                                                          |                                                     |
| 2018    | Peter Rabbit                        | Will Gluck                                   | Rob Lieber Will Gluck                                                  |                                                     |
| 2018    | Hotel Transylvania 3                | Genndy Tartakovsky                           | Genndy Tartakovsky Michael McCullers                                   |                                                     |
| 2018    | Goosebumps 2                        | Ari Sandel                                   | Rob Lieber                                                             |                                                     |
| 2018    | Spider-Man: New Universe            | Bob Persichetti Peter Ramsey Rodney Rothman  | Phil Lord Rodney Rothman                                               | Guanyadora del Oscar a millor pel·lícula d'Animació |
| 2019    | Men in Black: International         | F. Gary Gray                                 | Matt Holloway                                                          |                                                     |
| 2019    | Angry Birds 2                       | Mark Thurop Van Orman John Rice Chris Savino | Peter Ackerman John Cohen                                              |                                                     |

## Próximes produccions
Actualment el estudi está treballant en diversos films:

### Pròximes pel·lícules
- Emoji 2(2020)
- Connected (2020)
- Peter Rabbit 2: The Runaway (2021)
- Wish Dragon (2021)
- Hotel Transylvania 4 (2021)
- Cloudy with a Chance of Meatballs 3 (2022)
- Spider-Man: New Universe 2 (2022)
- Angry Birds 3 (2023)

### En desenvolupament
- Goosebumps 3